# セルヒオ・ゴンサレス
セルヒオ（Sergio）こと、セルヒオ・ゴンサレス・ソリアーノ（Sergio González Soriano, 1976年11月10日 - ）は、スペイン、カタルーニャ州ルスピタレート・ダ・リュブラガート出身の元サッカー選手。現サッカー指導者。ポジションはMF（センターハーフ）。

## 経歴

### クラブ
カタルーニャ州のルスピタレート・ダ・リュブラガートに生まれ、CEロスピタレートでプロサッカー選手になると、1995年にRCDエスパニョールのリザーブチームへ移籍。3シーズンをBチームで過ごすと、1998年4月10日、ホームで2-0と勝利したCDテネリフェ戦でトップチームデビューを果たした。トップチームデビュー後は、レギュラーに定着し、3シーズンで公式戦125試合に出場した。
2001年7月、エスパニョールでの成果からデポルティーボ・ラ・コルーニャに引き抜かれた。1シーズン目からポジションを確保し、リーグ戦全試合に出場して4ゴールを挙げると、そのシーズンのコパ・デル・レイにて決勝でレアル・マドリードを破り、優勝を果たした。
その後も"スーペルデポル"と呼ばれたチームにおいて中心選手としてクラブに在籍し続け、在籍5シーズン目までで欠場したリーグ戦はわずか5試合のみと、クラブに欠かせない選手となった。2010年にデポルティーボを退団するまで公式戦通算383試合に出場し、37ゴールを記録した。
2010年7月、33歳となったセルヒオは、昨シーズンにラ・リーガ昇格したレバンテUDに加入した。リーグ開幕戦からレギュラーに抜擢されるが、負傷による影響で後半戦はベンチに回る機会が多く、シーズン終了後に契約を打ち切られた。

### 代表
2001年3月24日、2002 FIFAワールドカップ ヨーロッパ予選のリヒテンシュタイン戦にて、ペップ・グアルディオラとの交代でスペイン代表デビューを果たした。その予選を突破した2002 FIFAワールドカップのスペイン代表に選出されると、大会では唯一のプレーとなったグループステージの南アフリカ戦に出場した。
1999年からが故郷のカタルーニャ州出身者のみで構成されるカタルーニャ代表でもプレーし始め、ユーゴスラビア代表やアルゼンチン代表と対戦した。

## 所属クラブ
- 1994-1995　 CEロスピタレート
- 1995-1998　 RCDエスパニョールB
- 1998-2001　 RCDエスパニョール
- 2001-2010　 デポルティーボ・ラ・コルーニャ
- 2010-2011　 レバンテUD

## 代表歴

### 出場大会
- スペイン代表
  - 2002 FIFAワールドカップ

### 試合数
- 国際Aマッチ 11試合 0得点（2001年-2005年）[9][10]

| スペイン代表 | 国際Aマッチ | 国際Aマッチ |
| 年           | 出場        | 得点        |
| ------------ | ----------- | ----------- |
| 2001         | 3           | 0           |
| 2002         | 4           | 0           |
| 2003         | 3           | 0           |
| 2004         | 0           | 0           |
| 2005         | 1           | 0           |
| 通算         | 11          | 0           |

| カタルーニャ代表 | 国際Aマッチ | 国際Aマッチ |
| 年               | 出場        | 得点        |
| ---------------- | ----------- | ----------- |
| 1999             | 1           | 0           |
| 2000             | 1           | 0           |
| 2001             | 1           | 0           |
| 2002             | 1           | 0           |
| 2003             | 1           | 0           |
| 2004             | 2           | 0           |
| 2005             | 1           | 0           |
| 2006             | 1           | 0           |
| 2007             | 1           | 0           |
| 2008             | 2           | 0           |
| 2009             | 1           | 1           |
| 2010             | 1           | 0           |
| 2011             | 0           | 0           |
| 2012             | 0           | 0           |
| 2013             | 1           | 1           |
| 通算             | 15          | 2           |

## 指導歴
- 2013-2014  RCDエスパニョール (アシスタント)
- 2014  RCDエスパニョールB
- 2014-2015  RCDエスパニョール
- 2015-  カタルーニャ
- 2018-2021  レアル・バリャドリード
- 2022-  カディスCF

## 監督成績
2024年1月19日現在
| クラブ          | 国           | 就任          | 退任           | 記録 | 記録 | 記録 | 記録 | 記録 | 記録 | 記録   | 記録   |
| クラブ          | 国           | 就任          | 退任           | 試合 | 勝   | 分   | 負   | 得点 | 失点 | 得失点 | 勝率 % |
| --------------- | ------------ | ------------- | -------------- | ---- | ---- | ---- | ---- | ---- | ---- | ------ | ------ |
| エスパニョールB | スペインの旗 | 2014年1月22日 | 2014年5月27日  | 17   | 9    | 6    | 2    | 26   | 18   | +8     | 052.94 |
| エスパニョール  | スペインの旗 | 2014年5月27日 | 2015年12月14日 | 62   | 22   | 14   | 26   | 73   | 85   | −12    | 035.48 |
| バリャドリード  | スペインの旗 | 2018年4月10日 | 2021年5月23日  | 137  | 38   | 46   | 53   | 147  | 177  | −30    | 027.74 |
| カディス        | スペインの旗 | 2022年1月11日 | 2024年1月20日  | 82   | 19   | 29   | 34   | 73   | 110  | −37    | 023.17 |
| 合計            | 合計         | 合計          | 合計           | 298  | 88   | 95   | 115  | 319  | 390  | −71    | 029.53 |

## タイトル

### 選手時代
RCDエスパニョール
- コパ・デル・レイ：1回（1999-2000）

デポルティーボ・ラ・コルーニャ
- コパ・デル・レイ：1回（2001-02）
- スーペルコパ・デ・エスパーニャ：1回（2002）
- UEFAインタートトカップ：1回（2008）